# Osvaldo Martínez
Osvaldo David Martínez Arce (Luque, Central, Paraguay; 8 de abril de 1986) es un futbolista paraguayo naturalizado mexicano. Juega como mediocampista en el Sportivo Luqueño de la Primera División de Paraguay.

## Trayectoria

### Libertad
En 2001 comenzó jugando en las divisiones inferiores de Sportivo Luqueño y a finales de 2002 se trasladó a Asunción para jugar con las inferiores del Club Libertad. En febrero de 2003 fue registrado con el equipo sub-20 de Libertad y Sportivo Luqueño recibió 20 mil dólares por el 50% del pase. En su primer torneo se consagró campeón del Torneo Apertura 2003 de las Divisiones Inferiores de la APF.
Tras su campeonato con la categoría Sub-20, fue invitado por el técnico argentino Osvaldo Piazza a realizar pretemporada con el primer equipo. Debutó como profesional el 16 de junio, en la victoria de Libertad ante el Club Sportivo San Lorenzo por marcador de 4-2, entró de cambio al minuto 76 en lugar de Fredy Bareiro y en tiempo de compensación anotó su primer gol. En su primera temporada con el equipo mayor se coronó campeón y registró un gol en 5 partidos, mientras que en la siguiente solo jugó un partido y terminó como subcampeón.
En 2005, Osvaldo obtuvo la titularidad tras la llegada de Gerardo Martino a la dirección técnica del equipo. En la temporada 2006 obtuvo su segundo título y logró llegar a las semifinales de la Copa Libertadores. Para el 2007 y con Rubén Israel como su nuevo entrenador, obtuvo su tercer campeonato, seguido de los títulos de los torneos Apertura y Clausura 2008, logrando así el tetracampeonato de la liga.

### Monterrey
Llega al cuadro albiazul para el Torneo Clausura 2009 (México) por un pedido expreso del técnico Ricardo La Volpe, aunque inicio el torneo bajo el mando del técnico Víctor Manuel Vucetich por el cese de Ricardo. Debutó con un gol en el partido que el Monterrey ganó 4-0 al Puebla Fútbol Club, se adaptó rápido al estilo del fútbol mexicano, jugó 16 partidos, 14 como titular. Pero el próximo Torneo Apertura 2009 (México) sería mejor, ganó el campeonato de Liga y en el cual fue pieza importante en la obtención del título jugando 21 partidos, 16 como titular anotando 4 goles y dando 5 asistencias una de ellas en la final de vuelta contra el Cruz Azul donde recupera una pelota atrás del medio campo y le tira el pase a Humberto Suazo que convertiría el gol que le daría el título al Monterrey después de 6 años. Fue titular indiscutible en el Monterrey que consiguió el liderato en el Torneo Bicentenario 2010 (México) jugando todos los partidos del torneo y participando también en la Copa Libertadores 2010. Ganó otro título con el cuadro Rayado en el Torneo Apertura 2010 (México) siendo pieza clave para la obtención del título jugando todos los partidos a excepción de la final de vuelta en contra del Santos Laguna. Para el próximo torneo tiene menos participación en cuadro titular por actos de indisciplina, como la primera expulsión desde su llegada a México en un partido contra el Atlas de Guadalajara por un balonazo al árbitro Paul Delgadillo y que le costó una suspensión de 3 partidos. Para el final de temporada se anunció su traspaso al Atlante FC en venta definitiva. En el Club de Fútbol Monterrey jugó 94 partidos y anotó 13 goles, ganó 2 títulos de liga: Torneo Apertura 2009 y Torneo Apertura 2010, la InterLiga 2010 y la Concacaf Liga Campeones 2010-11.

### Atlante

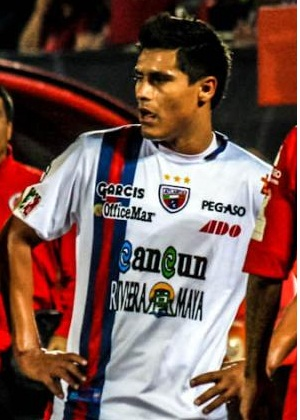
Osvaldo disputando un partido con Atlante

Llega al club procedente del Monterrey en venta definitiva se ganó la titularidad rápido dentro del plantel dando buenos partidos y siendo de lo más destacado del cuadro de Miguel Herrera jugando 16 partidos y anotando 6 tantos su número más alto desde su llegada, se convirtió en un referente del equipo y para el Torneo Apertura 2012 (México) bajo el mando de Ricardo La Volpe que lo pone a jugar como medio de contención ( siendo un medio ofensivo ) lo cual le dio buenos resultados, ya que se pasó asistiendo en la mayoría de las ocasiones a sus compañeros en especial al que sería goleador del torneo el chileno Esteban Paredes. El 10 de diciembre de 2012 se hace oficial el traspaso al Club América en venta definitiva.

### América
Llega al Club América a petición del estratega Miguel Herrera quien lo había dirigido antes en el Atlante para el Torneo de Clausura 2013, donde obtuvo su cuarto título de liga en México pero esta vez su primer título de liga con el América en la final ante el cruz azul, donde anotó un penal en la serie de penales en la final. Para el torneo de apertura 2013 jugando con el América llegó a otra final buscando el bicampeonato con el América pero perdió la final ante León. Para el Torneo Apertura 2014 obtuvo su quinto título de liga y el segundo que obtenía con el América ante los Tigres de la UANL.
Para el 2015 obtiene su segundo título internacional y primero con el Club América ganando así la Concacaf Liga Campeones 2014-15 ante el Impac de Montreal.
El 26 de septiembre, en el Clásico del fútbol mexicano anota un gol de penal, haciendo así el gol del descuento, aunque antes había hecho una mala actuación, tras pasar accidentalmente el balón a Omar Bravo en un partido que perdió el América 2-1.
El América se adjudicó el título de la Liga de Campeones de la Concacaf 2015-2016 al vencer 2-1 a los Tigres, en el partido de vuelta de la final jugado en el estadio Azteca y clasificó al Mundial de Clubes de la FIFA. 

### Santos Laguna
El 2 de diciembre de 2016 se hace oficial su traspaso precedente del Club América con destino al Club Santos Laguna bajo la dirección de José Manuel de la Torre para el torneo clausura 2017.

## Selección nacional

### Sub-17
Desde 2002 empezó a recibir convocatorias de la categoría. En septiembre participó en el "Mundialito Sub 17" que se disputó en Venezuela. En abril fue convocado para participar en el Campeonato Sudamericano Sub-17 de 2003. Participó en los 4 encuentros que disputó su selección y anotó un gol contra Bolivia.

### Sub-20
Fue convocado por primera vez en junio de 2003 para disputar la Copa Milk y se coronó campeón de la competencia al derrotar en la final a Brasil por marcador de 3-2. En enero de 2005 fue llamado para participar en el Campeonato Sudamericano Sub-20. Participó en 2 encuentros, uno como titular y otro entrando de cambio.

### Absoluta
Disputó su primer partido el 22 de mayo de 2008, en un partido amistoso en contra de la selección de Costa de Marfil. Su debut en una competencia oficial sucedió el 15 de octubre de 2008 en Asunción ante la selección de fútbol de Perú por la décima fecha de las eliminatorias sudamericanas del Mundial 2010. Ingresó en el segundo tiempo y su aporte fue importante para conseguir el triunfo. Ha marcado un gol con la selección frente a Nueva Zelanda. 

### Goles en la selección
| Goles con la Selección de Paraguay | Goles con la Selección de Paraguay | Goles con la Selección de Paraguay | Goles con la Selección de Paraguay | Goles con la Selección de Paraguay | Goles con la Selección de Paraguay | Goles con la Selección de Paraguay | Goles con la Selección de Paraguay | Goles con la Selección de Paraguay |
| Resultados                         | Resultados                         | Resultados                         | Resultados                         | Lugar                              | Estadio                            | Fecha                              | Tipo                               | Goles                              |
| ---------------------------------- | ---------------------------------- | ---------------------------------- | ---------------------------------- | ---------------------------------- | ---------------------------------- | ---------------------------------- | ---------------------------------- | ---------------------------------- |
| Paraguay                           | 2                                  | 0                                  | Nueva Zelanda                      | Wellington                         | Estadio Westpac                    | 12 de octubre de 2010              | Amistoso                           | 1 gol                              |

Para un total de 1 gol.

## Estadísticas
Actualizado al último partido jugado el 5 de agosto de 2021.

### Clubes
| Club | Div           | Temporada     | Liga  | Liga  | Liga   | Copas nacionales(1) | Copas nacionales(1) | Copas nacionales(1) | Torneos internacionales(2) | Torneos internacionales(2) | Torneos internacionales(2) | Total | Total | Total  |
| Club | Div           | Temporada     | Part. | Goles | Asist. | Part.               | Goles               | Asist.              | Part.                      | Goles                      | Asist.                     | Part. | Goles | Asist. |
| --- | ------------- | ------------- | ----- | ----- | ------ | ------------------- | ------------------- | ------------------- | -------------------------- | -------------------------- | -------------------------- | ----- | ----- | ------ |
| C. Libertad Paraguay |               |               |       |       |        |                     |                     |                     |                            |                            |                            |       |       |        |
| 1.ª |               |               |       |       |        |                     |                     |                     |                            |                            |                            |       |       |        |
| 2003 | 5             | 1             | ?     | -     | -      | -                   | ?                   | ?                   | ?                          | 5                          | 1                          | ?     |       |        |
| 2004 | 1             | 0             | ?     | -     | -      | -                   | ?                   | ?                   | ?                          | 1                          | 0                          | ?     |       |        |
| 2005 | 13            | 2             | ?     | -     | -      | -                   | ?                   | ?                   | ?                          | 13                         | 2                          | ?     |       |        |
| 2006 | 29            | 5             | ?     | -     | -      | -                   | 2                   | 0                   | ?                          | 31                         | 5                          | ?     |       |        |
| 2007 | 38            | 10            | ?     | -     | -      | -                   | 12                  | 1                   | ?                          | 50                         | 11                         | ?     |       |        |
| 2008 | 39            | 9             | ?     | -     | -      | -                   | 6                   | 1                   | 1                          | 45                         | 10                         | 1     |       |        |
| Total club | Total club    | 125           | 27    | ?     | 0      | 0                   | 0                   | 20                  | 2                          | 1                          | 145                        | 29    | 1     |        |
| C. F. Monterrey México |               |               |       |       |        |                     |                     |                     |                            |                            |                            |       |       |        |
| 1.ª |               |               |       |       |        |                     |                     |                     |                            |                            |                            |       |       |        |
| 2009 | 18            | 1             | 1     | -     | -      | -                   | -                   | -                   | -                          | 19                         | 1                          | 1     |       |        |
| 2009-10 | 39            | 8             | 13    | 4     | 1      | -                   | 6                   | 2                   | -                          | 49                         | 11                         | 13    |       |        |
| 2010-11 | 36            | 4             | 8     | -     | -      | -                   | 8                   | 1                   | 1                          | 44                         | 5                          | 9     |       |        |
| Total club | Total club    | 94            | 13    | 22    | 4      | 1                   | 0                   | 14                  | 3                          | 1                          | 112                        | 17    | 23    |        |
| C. F. Atlante México |               |               |       |       |        |                     |                     |                     |                            |                            |                            |       |       |        |
| 1.ª |               |               |       |       |        |                     |                     |                     |                            |                            |                            |       |       |        |
| 2011-12 | 33            | 12            | 7     | -     | -      | -                   | -                   | -                   | -                          | 33                         | 12                         | 7     |       |        |
| 2012 | 16            | 3             | 6     | -     | -      | -                   | -                   | -                   | -                          | 16                         | 3                          | 6     |       |        |
| Total club | Total club    | 49            | 15    | 13    | 0      | 0                   | 0                   | 0                   | 0                          | 0                          | 49                         | 15    | 13    |        |
| C. América México |               |               |       |       |        |                     |                     |                     |                            |                            |                            |       |       |        |
| 1.ª |               |               |       |       |        |                     |                     |                     |                            |                            |                            |       |       |        |
| 2013 | 22            | 2             | 4     | -     | -      | -                   | 2                   | 1                   | 0                          | 24                         | 3                          | 4     |       |        |
| 2013-14 | 33            | 1             | 5     | -     | -      | -                   | 3                   | 0                   | 0                          | 36                         | 1                          | 5     |       |        |
| 2014-15 | 40            | 4             | 5     | -     | -      | -                   | 8                   | 0                   | 1                          | 48                         | 4                          | 6     |       |        |
| 2015-16 | 41            | 7             | 8     | -     | -      | -                   | 11                  | 2                   | 2                          | 52                         | 9                          | 10    |       |        |
| 2016 | 17            | 1             | 5     | -     | -      | -                   | 2                   | 0                   | 0                          | 19                         | 1                          | 5     |       |        |
| Total club | Total club    | 153           | 15    | 27    | 0      | 0                   | 0                   | 26                  | 3                          | 3                          | 179                        | 18    | 30    |        |
| C. Santos Laguna México |               |               |       |       |        |                     |                     |                     |                            |                            |                            |       |       |        |
| 1.ª |               |               |       |       |        |                     |                     |                     |                            |                            |                            |       |       |        |
| 2017 | 19            | 3             | 3     | 6     | 2      | -                   | -                   | -                   | -                          | 25                         | 5                          | 3     |       |        |
| 2017-18 | 36            | 4             | 12    | 2     | -      | 1                   | -                   | -                   | -                          | 38                         | 4                          | 13    |       |        |
| 2018 | 18            | 1             | 1     | 3     | -      | -                   | -                   | -                   | -                          | 21                         | 1                          | 1     |       |        |
| Total club | Total club    | 73            | 8     | 16    | 11     | 2                   | 1                   | 0                   | 0                          | 0                          | 84                         | 10    | 17    |        |
| Atlas F. C. México |               |               |       |       |        |                     |                     |                     |                            |                            |                            |       |       |        |
| 1.ª |               |               |       |       |        |                     |                     |                     |                            |                            |                            |       |       |        |
| 2019 | 17            | 4             | 3     | 5     | 2      | -                   | -                   | -                   | -                          | 22                         | 6                          | 3     |       |        |
| 2019 | 18            | 2             | 4     | 1     | 1      | 0                   | -                   | -                   | -                          | 19                         | 3                          | 4     |       |        |
| Total club | Total club    | 35            | 6     | 7     | 6      | 3                   | 0                   | 0                   | 0                          | 0                          | 41                         | 9     | 7     |        |
| C. Puebla México |               |               |       |       |        |                     |                     |                     |                            |                            |                            |       |       |        |
| 1.ª |               |               |       |       |        |                     |                     |                     |                            |                            |                            |       |       |        |
| 2020 | 10            | 1             | 2     | -     | -      | -                   | -                   | -                   | -                          | 10                         | 1                          | 2     |       |        |
| 2020-21 | 15            | 3             | 2     | -     | -      | -                   | -                   | -                   | -                          | 15                         | 3                          | 2     |       |        |
| Total club | Total club    | 25            | 4     | 4     | 0      | 0                   | 0                   | 0                   | 0                          | 0                          | 25                         | 4     | 4     |        |
| Querétaro F. C. México |               |               |       |       |        |                     |                     |                     |                            |                            |                            |       |       |        |
| 1.ª |               |               |       |       |        |                     |                     |                     |                            |                            |                            |       |       |        |
| 2021-22 | 3             | 0             | 0     | -     | -      | -                   | -                   | -                   | -                          | 3                          | 0                          | 0     |       |        |
| Total club | Total club    | 3             | 0     | 0     | 0      | 0                   | 0                   | 0                   | 0                          | 0                          | 3                          | 0     | 0     |        |
| Total carrera | Total carrera | Total carrera | 557   | 88    | 89     | 21                  | 6                   | 1                   | 60                         | 8                          | 5                          | 638   | 102   | 95     |
| (1)Incluye datos de la InterLiga (2010), Copa México y Campeón de Campeones (2014-15) (2)Incluye datos de la Copa Sudamericana (2003, 2004, 2006, 2007, 2008), Copa Libertadores de América (2004, 2005, 2006, 2007, 2008, 2010), Liga de Campeones de la Concacaf (2010-11, 2013-14, 2014-15, 2015-16), International Champions Cup (2015) y Copa Mundial de Clubes de la FIFA (2015, 2016) |               |               |       |       |        |                     |                     |                     |                            |                            |                            |       |       |        |

### Selecciones
| Competición                            | Categoría | Sede            | Resultado    | PJ | G |
| -------------------------------------- | --------- | --------------- | ------------ | -- | - |
| Campeonato Sudamericano Sub-17 de 2003 | Sub-17    | Bolivia         | Primera fase | 4  | 1 |
| Campeonato Sudamericano Sub-20 de 2005 | Sub-20    | Colombia        | Primera fase | 2  | 0 |
| Eliminatorias Mundialistas 2010        | Absoluta  | América del Sur | Clasificado  | 7  | 0 |
| Copa América 2011                      | Absoluta  | Argentina       | Subcampeón   | 2  | 0 |
| Eliminatorias Mundialistas 2014        | Absoluta  | América del Sur | Eliminado    | 1  | 0 |
| Copa América 2015                      | Absoluta  | Chile           | Subcampeón   | 2  | 0 |
| Amistosos                              | Absoluta  | –               | –            | 20 | 1 |
| Total                                  | Total     | Total           | Total        | 38 | 2 |

### Resumen estadístico
|                              | Partidos | Goles |
| ---------------------------- | -------- | ----- |
| Liga                         | 440      | 73    |
| Copas nacionales             | 20       | 5     |
| Copas internacionales        | 60       | 7     |
| Selección de Paraguay        | 32       | 1     |
| Selección de Paraguay Sub-20 | 2        | 0     |
| Selección de Paraguay Sub-17 | 4        | 1     |
| Total                        | 558      | 87    |

## Palmarés

### Campeonatos nacionales
| Título                       | Equipo             | País     | Año    |
| ---------------------------- | ------------------ | -------- | ------ |
| Primera División de Paraguay | Club Libertad      | Paraguay | 2003   |
| Primera División de Paraguay | Club Libertad      | Paraguay | 2006   |
| Primera División de Paraguay | Club Libertad      | Paraguay | 2007   |
| Primera División de Paraguay | Club Libertad      | Paraguay | A-2008 |
| Primera División de Paraguay | Club Libertad      | Paraguay | C-2008 |
| Primera División de México   | C. F. Monterrey    | México   | A-2009 |
| Interliga                    | C. F. Monterrey    | México   | 2010   |
| Primera División de México   | C. F. Monterrey    | México   | A-2010 |
| Primera División de México   | Club América       | México   | C-2013 |
| Primera División de México   | Club América       | México   | A-2014 |
| Primera División de México   | Club Santos Laguna | México   | C-2018 |

### Títulos internacionales
| Título                           | Equipo          | País          | Año     |
| -------------------------------- | --------------- | ------------- | ------- |
| Liga de Campeones de la Concacaf | C. F. Monterrey | Zona Concacaf | 2010-11 |
| Liga de Campeones de la Concacaf | Club América    | Zona Concacaf | 2014-15 |
| Liga de Campeones de la Concacaf | Club América    | Zona Concacaf | 2015-16 |

### Distinciones individuales
| Premio                                                                 | Año     |
| ---------------------------------------------------------------------- | ------- |
| Once Ideal de la Primera División de México                            | C-2016  |
| Balón de Oro al Mejor Medio Defensivo de la Primera División de México | 2015-16 |